# DoubleClick
DoubleClick es una empresa de publicidad que desarrolla y ofrece servicios de anuncios en Internet. Sus clientes incluyen agencias, comerciantes (Universal McCann Interactive, AKQA etc) y los editores que mantienen a los clientes como Microsoft, General Motors, Coca-Cola, Motorola, L'Oréal, Palm, Inc., Visa EE. UU., Nike, Carlsberg, entre otras. La sede de DoubleClick está en Nueva York. 
DoubleClick fue fundada en 1996. Estaba clasificada como "DCLK" en el NASDAQ, y fue adquirida por las empresas de capital privado Hellman & Friedman y JMI Equity, en julio de 2005. A diferencia de muchas otras empresas de la web, sobrevivió a la crisis de las puntocom. En marzo de 2008, Google compró DoubleClick.

## Historia Inicial
Fue creada por Kevin O'Connor y Dwight Merriman en 1995. IAN y la división de DoubleClick de Poppe-Tyson (una división de Bozell, Jacobs, Kenyon & Eckhardt advertising) se fusionaron en una nueva empresa llamada DoubleClick en 1996. DoubleClick fue una de las primeras empresas en representar a los sitios web para que ofrezcan espacios publicitarios a los vendedores. En 1997 comenzó a ofrecer servicios de publicidad en línea y gestión de la tecnología que habían desarrollado para otras editoriales, como los servicios de DART. Durante la crisis de las punto-com, DoubleClick abandonó su negocio de medios, y hoy se centra en subir los anuncios y presentar informes de su rendimiento.

### Crecimiento inicial
En 1999, a un costo de 1,7 mil millones dólares estadounidenses, DoubleClick se fusionó con la firma de marketing directo Abacus Direct, que trabaja con empresas de catálogo sin conexión. Esto incrementó los temores de que la compañía combinara los perfiles de los navegantes con información de identificación personal (nombre, dirección, número de teléfono, correo electrónico, etc) recogidos por Abacus. Esta fusión causó gran agitación y fue muy criticada por las organizaciones de defensa de la privacidad. La controversia creció cuando se descubrió que la información que los usuarios introducían en un popular sitio de software de finanzas fue inadvertidamente enviada a DoubleClick, que entregó los anuncios. Gran parte de esta controversia se generó por las declaraciones de Jason Catlett de Junkbusters, quien alegó que DoubleClick hacía o intentaba hacer cosas que nunca había mencionado o incluido en ningún proyecto o servicio anunciado. Debido a la negativa de la prensa, DoubleClick retiró cualquier integración de sus servicios con los de Abacus, e instigó políticas de privacidad más fuertes y supervisadas.
En abril de 2005, Hellman & Friedman, una firma de capital privado con sede en San Francisco, anunció su intención de adquirir la empresa y operarla en dos divisiones separadas con dos directores independientes para soluciones tecnológicas y datos de marketing. El acuerdo se cerró en julio de 2005. Hellman & Friedman anunciaron en diciembre de 2006 la venta de Abacus para Epsilon Interactive.

### Adquirida por Google, Inc
Google anunció el 14 de abril de 2007 que había llegado a un acuerdo definitivo para la adquisición de DoubleClick por 3,1 mil millones de dólares en efectivo.
Legisladores de EE. UU. han investigado las posibles implicaciones en la intimidad y la competencia de la adquisición propuesta. En las audiencias, los representantes de Microsoft advirtieron de un posible monopolio. El 20 de diciembre de 2007 , la Comisión Federal de Comercio aprobó la compra de DoubleClick por Google a sus dueños Hellman & Friedman y JMI Equity, diciendo: "Después de revisar cuidadosamente las pruebas, hemos concluido que es poco probable que el proyecto de adquisición de Google de DoubleClick disminuya sustancialmente la competencia". Los reguladores de la Unión Europea hicieron lo mismo el 11 de marzo de 2008. Google completó la adquisición de ese mismo día.
El 2 de abril de 2008, Google anunció que recortará 300 empleos en DoubleClick. Empleados seleccionados serán emparejados en la organización de Google según la posición y la experiencia.

## Críticas
DoubleClick es a menudo vinculado con la controversia sobre el software espía, porque las cookies del navegador se ponen a rastrear a los usuarios que viajan de sitio en sitio y registrar los anuncios comerciales que vieron y seleccionar mientras navegan.
DoubleClick también ha sido criticado por inducir a error a los usuarios al ofrecer una opción para salir "que no es suficientemente eficaz, aunque es la única técnica disponible ya que toda la información es anónima". Según una consultora de San Francisco IT, aunque esta opción "afecta a las cookies, DoubleClick todavía tiene la capacidad, al igual que cualquier sitio web, de rastrear a los usuarios a través de direcciones IP". Además, los usuarios deben usar esta opción cada vez que el archivo de cookies de su navegador está actualizado o borrado.

## Productos y servicios
DoubleClick ofrece productos y servicios tecnológicos que se venden principalmente a agencias de publicidad y empresas de medios para permitir a los clientes generar tráfico objetivo y entregar y presentar informes sobre sus campañas de publicidad interactiva. La principal línea de productos de la empresa es conocido como DART, que está diseñado para los anunciantes y editores.
DART automatiza la administración en el ciclo de compras de anuncios para los anunciantes (DART para Anunciantes, o DFA) y la gestión del inventario de anuncios para los editores (DART para editores, o DFP). Su objetivo es aumentar la eficiencia de las compras de los anunciantes y minimizar el inventario sin vender de los editores.
DART Enterprise es la renombrada versión de NetGravity AdServer, que DoubleClick adquirido con la compra de NetGravity en 1999. A diferencia de DFA y DFP que son tanto productos de software como un servicio de productos SaaS, DART Enterprise es un producto independiente ejecutando en numerosos sistemas operativos y plataformas.
En 2004 DoubleClick adquirió Performics [9]. Performics ofrece marketing de afiliados, optimización de motores de búsqueda, y soluciones de marketing en motores de búsqueda. Las soluciones de marketing se han integrado en el sistema de DART básico y la búsqueda de DART.
DoubleClick Advertising Exchange (versión Q2 2007) trata de ir aún más lejos, conectando tanto a compradores, una función asimilada a los servicios de Google tras la adquisición.

## Recopilación de datos
DoubleClick apunta a diversos criterios. La orientación se puede lograr usando las direcciones IP, las reglas de negocio establecidas por el cliente o por referencia a la información sobre los usuarios almacenada en las cookies de sus computadoras. Algunos de los tipos de información recopilada son:
- Navegador
- Sistema Operativo
- ISP
- Ancho de banda
- Hora del día

Además, la información de las cookies puede utilizarse para orientar los anuncios en función del número de veces que el usuario ha estado expuesto a cualquier mensaje. Esto se conoce como "limitación de frecuencia (frequency capping)".